# 장바티스트 마르샹

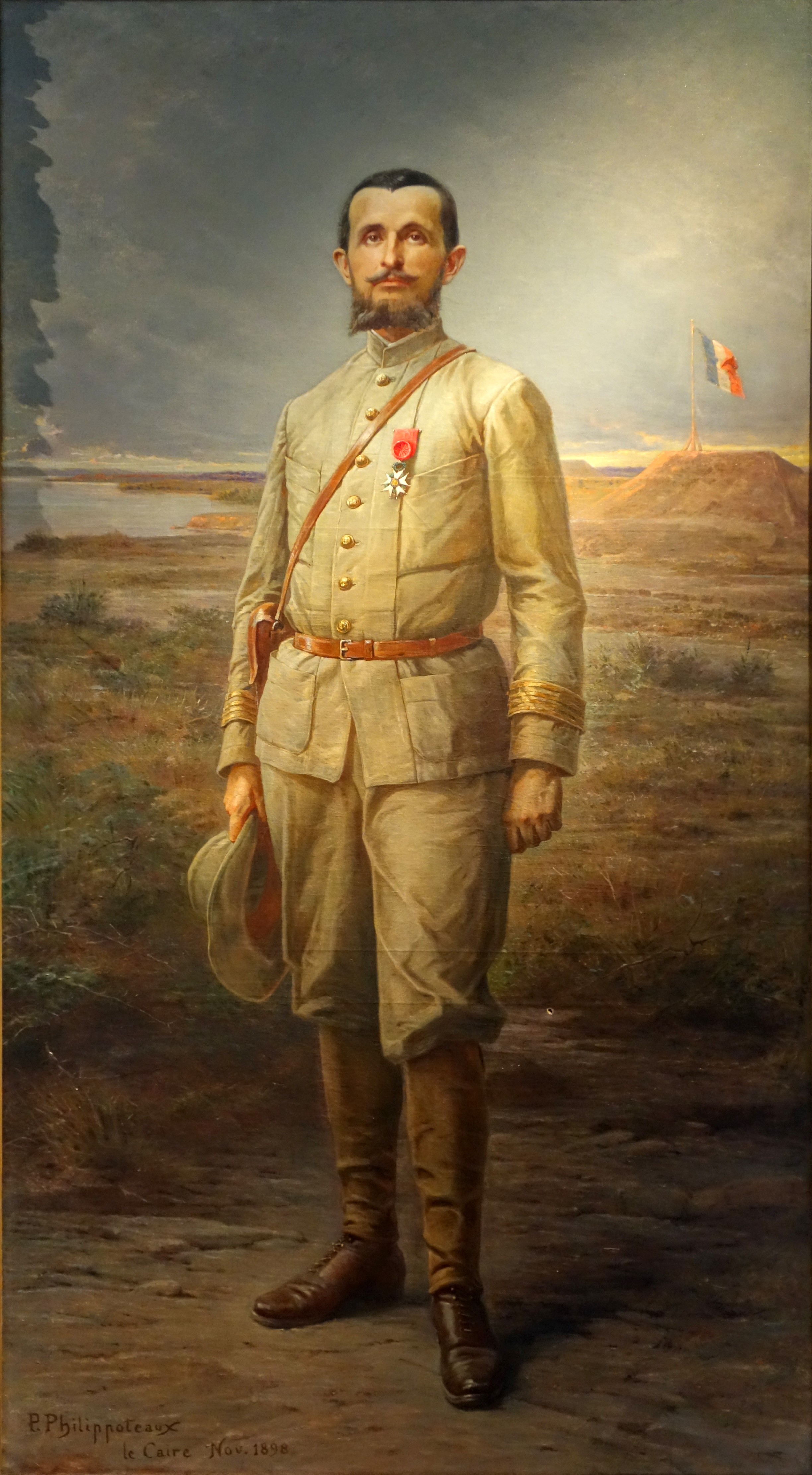

장바티스트 마르샹(프랑스어: Jean-Baptiste Marchand, 1863년 11월 2일 ~ 1934년 1월 13일)은 프랑스의 군인이다. 파쇼다 사건 당시 프랑스 측 지휘관이었던 것으로 가장 잘 알려져 있다.